# 陳策 (弘治乙丑進士)
陳策（1472年—？），字萬言，山東兗州府單縣人，民籍，明朝政治人物。

## 生平
弘治八年（1495年）乙卯科山東鄉試第五十四名舉人。弘治十八年（1505年）中式乙丑科會試第一百十六名，二甲第三十九名進士。授禮部主事，遷户部郎中，出为彰德府知府。

## 家族
曾祖陳英；祖父陳塤，贈通政使司左通政；父陳勗，通政使司左通政。母單氏（封宜人）。具慶下。